# Württemberg (Schiff, 1909)
Die Württemberg ist ein ehemaliger Raddampfschlepper, der zu einem Schiffsmuseum in Magdeburg umgestaltet wurde. Gebaut wurde die Württemberg 1908/1909 in der Roßlauer Schiffswerft Gebrüder Sachsenberg.

## Geschichte

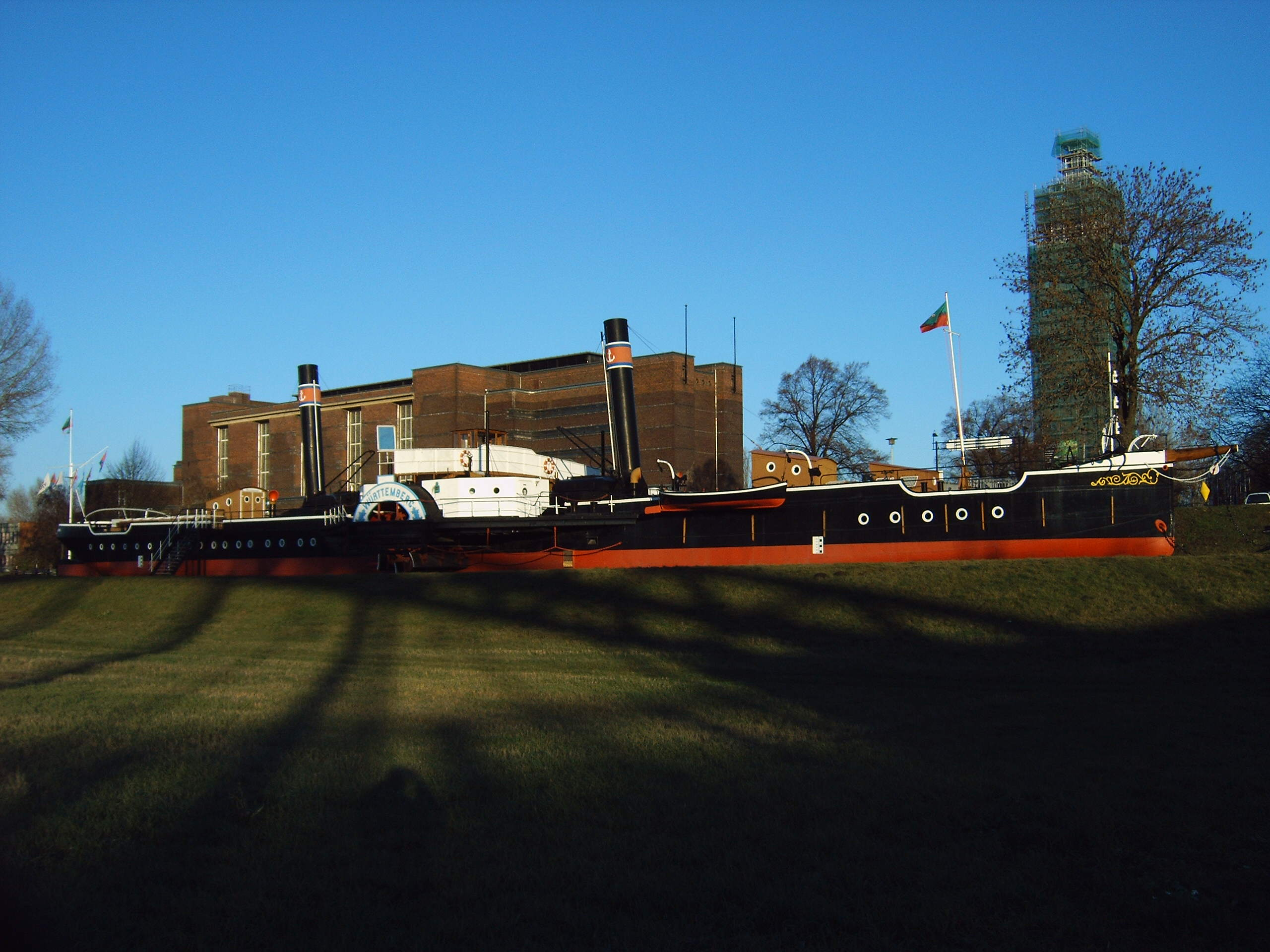
Raddampfer Württemberg

Das Schiff war auf der Elbe für die Neue Deutsch-Böhmische Elbschiffahrt AG Dresden im Einsatz. Im Zweiten Weltkrieg wurde die Württemberg bei einem Tieffliegerangriff bei Zehren beschädigt. Weitere Schäden erlitt das Schiff, als es in der Werft Dresden-Laubegast auf dem Vorschiff zum Ausbruch eines Feuers kam. Wieder instand gesetzt, erfolgte von 1946 bis zum 30. April 1974 ein Einsatz für die Deutsche Schiffahrts- und Umschlagsbetriebszentrale (DSU) und ihrem Rechtsnachfolger, dem VEB Deutsche Binnenreederei der DDR.
Im Dezember 1974 wurde die Württemberg bei Hochwasser auf die Elbwiesen vor die Stadthalle Magdeburg auf die Rotehorninsel geschleppt. Es folgte dann ein Umbau zum Museum. Auch ein Gaststättenbetrieb wurde aufgenommen.
Nach dem Hochwasser 2002, bei dem der Innenbereich durch das Wasser beschädigt wurde, ist das Museumsschiff und die Gaststätte nach kompletten Innenumbau seit Oktober 2006 wieder geöffnet.